# Derweze

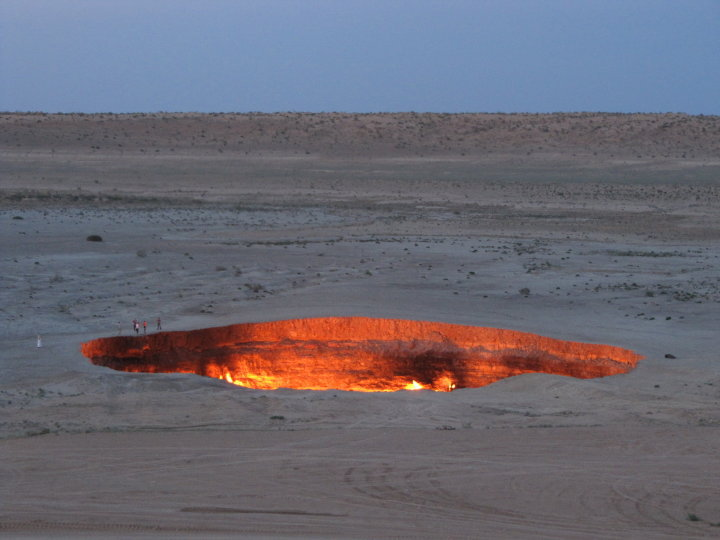
Gura craterului în flăcări

Derweze (în limba turkmenă însemnând Poarta, rus:Дарваза, translit.:Darvaza) este un sat în Provincia Ahal, Turkmenistan cu o populație de 350 locuitori situat în mijlocul deșertului Karakum la 260 km nord de orașul Așgabat. Locuitorii satului Derweze aparțin tribului seminomad turkmen Teke. 

## Zăcământul Poarta Iadului

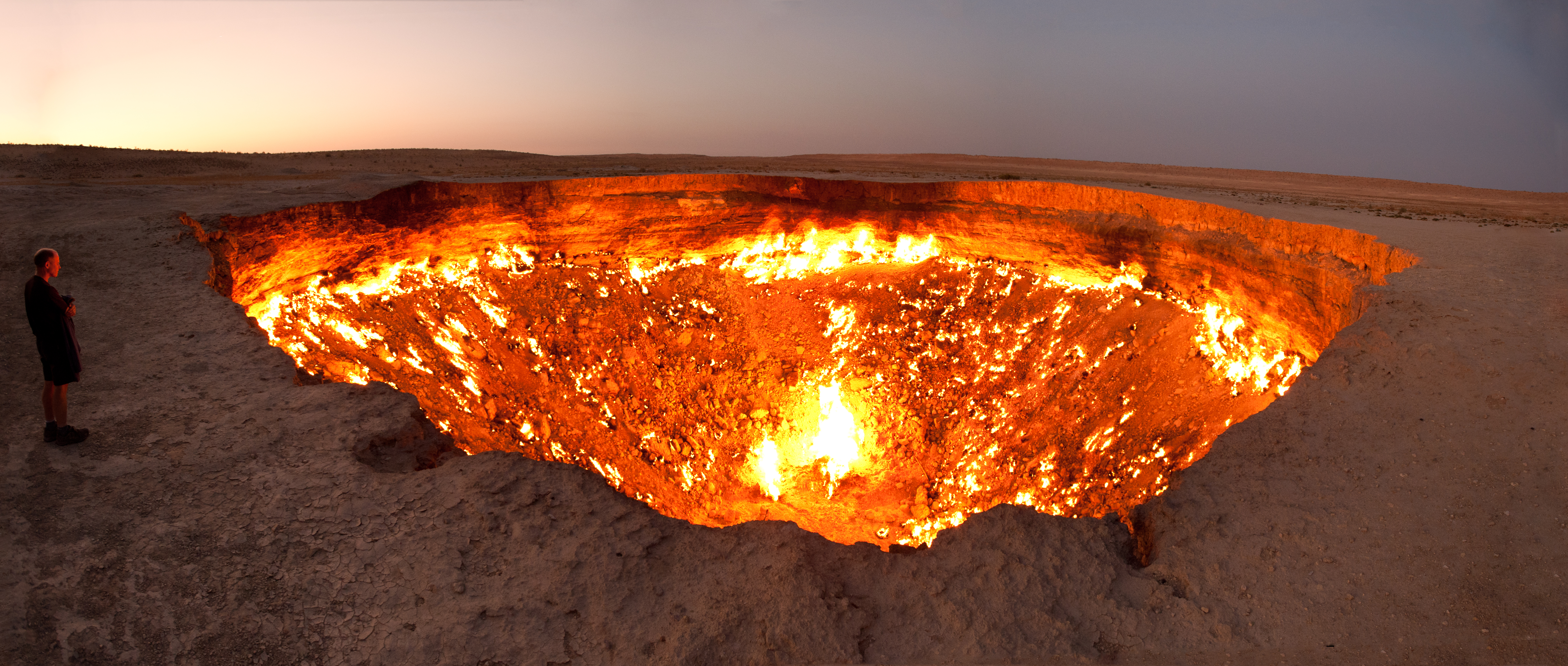
Fundul puţului de la Derweze

Împrejurimile satului Derweze sunt bogate în gaze naturale. În anul 1970 geologii sovietici au forat în sol pentru a exploata zăcămintele de gaz, în schimb în mod accidental s-a perforat într-o cavitate subterană care sub greutatea sondei a cedat lăsând în urmă o groapă imensă. Pentru a evita o eventuală explozie sau o poluare de mari dimensiuni a aerului s-a hotărât incendierea gazelor care erau emanate de puț crezând că acestea vor arde în jur de câteva săptămâni dar acestea ard din 1970 fără întrerupere până azi. Localnicii turkmeni au numit această cavernă arzând Poarta Iadului.  În aprilie 2012, Gurbangulî Berdîmuhamedov a ordonat ca acest crater să fie acoperit, însă aceasta nu s-a întâmplat încă.